# 夏威夷州州长列表
夏威夷州州长（英語：Governor of the State of Hawaii）是美国夏威夷州政府的行政首脑， 也是夏威夷州军事部隊的总司令。 夏威夷州州长职权包括执行州法律、  签署或否决夏威夷州议会的议案、 议会召集、 赦免权（叛国、弹劾除外）。
在目前该州全部八位已卸任的州长中，共有两位在任三任，四位在任两任，还有两位仅在任一任。目前尚无州长或领地总督于任内逝世。该州州长乔治·有吉是美国首位亚裔州长。目前夏威夷州的州长为乔希·格林，他于2022年12月5日就任。该州目前在任时间最长的州长为乔治·有吉和约翰·A·伯恩斯，此二者在任时间皆为12年。

## 夏威夷领地总督
夏威夷共和国于1898年被美国吞并，后于1900年成为美国夏威夷領地，直至1959年正式建州。夏威夷共和国在历史上仅有一位总统，即后来成为夏威夷领地总督的桑福德·多尔。而夏威夷领地的存在时间长达59年，期间共有12位总督，皆由美国总统任命。
|    | 总督          | 总督                                  | 任期                                            | 任命者                 |
| -- | ------------- | ------------------------------------- | ----------------------------------------------- | ---------------------- |
| 1  |               | 桑福德·多爾 （1844年–1926年）         | 1900年6月14日 – 1903年11月23日 （辞职）         | 威廉·麦金莱            |
| 2  |               | 乔治·R·卡特 （1866年–1933年）         | 1903年11月23日 – 1907年8月15日 （辞职）         | 西奥多·罗斯福          |
| 3  |               | 沃尔特·F·弗里尔 （1863年–1948年）     | 1907年8月15日 – 1913年11月29日 （继任者获任命） | 西奥多·罗斯福          |
| 4  |               | 卢修斯·E·平卡姆 （1850年–1922年）     | 1913年11月29日 – 1918年6月22日 （继任者获任命） | 伍德罗·威尔逊          |
| 5  |               | 查尔斯·J·麦卡锡 （1861年–1929年）     | 1918年6月22日 – 1921年7月5日 （继任者获任命）   | 伍德罗·威尔逊          |
| 6  |               | 华莱士·赖德·法林顿 （1871年–1933年）  | 1921年7月5日 – 1929年7月5日 （继任者获任命）    | 沃伦·盖玛利尔·哈定     |
| 6  | 卡尔文·柯立芝 | 华莱士·赖德·法林顿 （1871年–1933年）  | 1921年7月5日 – 1929年7月5日 （继任者获任命）    |                        |
| 7  |               | 劳伦斯·M·贾德 （1887年–1968年）       | 1929年7月5日 – 1934年3月1日 （继任者获任命）    | 赫伯特·胡佛            |
| 8  |               | 约瑟夫·波因德克斯特 （1869年–1951年） | 1934年3月1日 – 1942年8月24日 （继任者获任命）   | 富兰克林·德拉诺·罗斯福 |
| 9  |               | 因格拉姆·斯坦巴克 （1883年–1961年）   | 1942年8月24日 – 1951年4月30日 （辞职）          | 富兰克林·德拉诺·罗斯福 |
| 9  | 哈里·S·杜鲁门 | 因格拉姆·斯坦巴克 （1883年–1961年）   | 1942年8月24日 – 1951年4月30日 （辞职）          |                        |
| 10 |               | 奥伦·E·朗 （1889年–1965年）           | 1951年5月8日 – 1953年2月28日 （继任者获任命）   | 哈里·S·杜鲁门          |
| 11 |               | 塞缪尔·怀尔德·金 （1886年–1959年）    | 1953年2月28日 – 1957年8月29日 （辞职）          | 德怀特·艾森豪威尔      |
| 12 |               | 威廉·F·奎因 （1919年–2006年）         | 1957年9月2日 – 1959年8月21日 （就任州长）       | 德怀特·艾森豪威尔      |

## 夏威夷州州长
夏威夷州于1959年8月21日加入联邦，其范围包括原夏威夷领地但不包括巴尔米拉环礁。自该州加入联邦以来先后共有过九位州长。
州长的任期为四年，开始于选举后12月的第一个星期一，副州长的任期与州长相同。自1964年以来，副州长和州长经由同一张选票选出。根据1978年夏威夷州制宪大会做出的规定，夏威夷州州长的任期限制为连续两届，但可以在4年后继续参选。如果州长席位空缺，副州长将继任为州长。当州长缺席或无法履行其职责时，副州长将代行其职权。
|   | 州长                                                 | 州长                        | 州长                                       | 任期                                       | 党派            | 选举          | 副州长 | 副州长                              |
| - | ---------------------------------------------------- | --------------------------- | ------------------------------------------ | ------------------------------------------ | --------------- | ------------- | ------ | ----------------------------------- |
| 1 |                                                      |                             | 威廉·F·奎因 （1919年–2006年）              | 1959年8月21日 – 1962年12月3日 （连任失败） | 共和党          | 1959年        |        | 詹姆斯·基洛哈                       |
| 2 |                                                      |                             | 约翰·A·伯恩斯 （1909年–1975年）            | 1962年12月3日 – 1974年12月2日 （不再参选） | 民主党          | 1962年        |        | 威廉·S·理查森 （1966年4月13日辞职） |
| 2 | 安德鲁·T·F·英 （理查森辞职同日就职）                 |                             | 约翰·A·伯恩斯 （1909年–1975年）            | 1962年12月3日 – 1974年12月2日 （不再参选） | 民主党          | 1962年        |        |                                     |
| 2 | 1966年                                               | 托马斯·吉尔                 | 约翰·A·伯恩斯 （1909年–1975年）            | 1962年12月3日 – 1974年12月2日 （不再参选） | 民主党          |               |        |                                     |
| 2 | 1970年                                               | 乔治·有吉                   | 约翰·A·伯恩斯 （1909年–1975年）            | 1962年12月3日 – 1974年12月2日 （不再参选） | 民主党          |               |        |                                     |
| 3 |                                                      | 乔治·有吉 （1926年–）       | 1974年12月2日 – 1986年12月1日 （任期限制） | 民主党                                     | 1974年          | 纳尔逊·土井   |        |                                     |
| 3 | 1978年                                               | 乔治·有吉 （1926年–）       | 1974年12月2日 – 1986年12月1日 （任期限制） | 民主党                                     | 吉恩·金         |               |        |                                     |
| 3 | 1982年                                               | 乔治·有吉 （1926年–）       | 1974年12月2日 – 1986年12月1日 （任期限制） | 民主党                                     | 约翰·怀希埃三世 |               |        |                                     |
| 4 |                                                      | 约翰·怀希埃三世 （1946年–） | 1986年12月1日 – 1994年12月5日 （任期限制） | 民主党                                     | 1986年          | 本·卡耶塔诺   |        |                                     |
| 4 | 1990年                                               | 约翰·怀希埃三世 （1946年–） | 1986年12月1日 – 1994年12月5日 （任期限制） | 民主党                                     |                 | 本·卡耶塔诺   |        |                                     |
| 5 |                                                      | 本·卡耶塔诺 （1939年–）     | 1994年12月5日 – 2002年12月2日 （任期限制） | 民主党                                     | 1994年          | 廣野慶子      |        |                                     |
| 5 | 1998年                                               | 本·卡耶塔诺 （1939年–）     | 1994年12月5日 – 2002年12月2日 （任期限制） | 民主党                                     |                 | 廣野慶子      |        |                                     |
| 6 |                                                      |                             | 琳达·林格尔 （1953年–）                    | 2002年12月2日 – 2010年12月6日 （任期限制） | 共和党          | 2002年        |        | 杜克·艾欧纳                         |
| 6 | 2006年                                               |                             | 琳达·林格尔 （1953年–）                    | 2002年12月2日 – 2010年12月6日 （任期限制） | 共和党          |               |        | 杜克·艾欧纳                         |
| 7 |                                                      |                             | 尼尔·阿伯克龙比 （1938年–）                | 2010年12月6日 – 2014年12月1日 （未获提名） | 民主党          | 2010年        |        | 布莱恩·夏兹 （2012年12月26日辞职）  |
| 7 | 空缺                                                 |                             | 尼尔·阿伯克龙比 （1938年–）                | 2010年12月6日 – 2014年12月1日 （未获提名） | 民主党          | 2010年        |        |                                     |
| 7 | 尚·筒井 （2012年12月27日就任） （2018年1月31日辞职） |                             | 尼尔·阿伯克龙比 （1938年–）                | 2010年12月6日 – 2014年12月1日 （未获提名） | 民主党          | 2010年        |        |                                     |
| 8 |                                                      | 戴维·伊艺 （1957年–）       | 2014年12月1日 – 2022年12月5日 （任期限制） | 民主党                                     | 2014年          |               |        |                                     |
| 8 | 空缺                                                 | 戴维·伊艺 （1957年–）       | 2014年12月1日 – 2022年12月5日 （任期限制） | 民主党                                     | 2014年          |               |        |                                     |
| 8 | 金士敬 （2018年2月2日就任）                          | 戴维·伊艺 （1957年–）       | 2014年12月1日 – 2022年12月5日 （任期限制） | 民主党                                     | 2014年          |               |        |                                     |
| 8 | 2018年                                               | 戴维·伊艺 （1957年–）       | 2014年12月1日 – 2022年12月5日 （任期限制） | 民主党                                     | 乔希·格林       |               |        |                                     |
| 9 |                                                      | 乔希·格林 （1970年–）       | 2022年12月5日至今                          | 民主党                                     | 2022年          | 西尔维娅·卢克 |        |                                     |